# Sulzbach-Laufen
Sulzbach-Laufen ist eine Gemeinde im Landkreis Schwäbisch Hall im fränkisch geprägten Nordosten Baden-Württembergs.

## Geographie

### Geographische Lage
Sulzbach-Laufen liegt im Naturraum Schwäbisch-Fränkische Waldberge im Kochertal.

### Nachbargemeinden
Die Gemeinde grenzt im Norden an Obersontheim, im Nordosten an Bühlerzell, im Osten an Adelmannsfelden, im Südosten an Abtsgmünd und im Süden an Eschach, im Südwesten an Gschwend (letztere vier im Ostalbkreis) und im Nordwesten an die Stadt Gaildorf.

### Gemeindegliederung
Zur Gemeinde Sulzbach-Laufen, die im Rahmen der Gemeindegebietsreform in Baden-Württemberg aus den selbstständigen Gemeinden Laufen und Sulzbach am Kocher entstand, gehören insgesamt 50 Dörfer, Weiler, Höfe und (Einzel-)Häuser:
- Zum Ortsteil Laufen am Kocher gehört das Dorf Laufen am Kocher, die Weiler Eckenberg, Eisenschmiede, Heerberg, Krasberg, Rübgarten, Schönbronn, Weiler und Wengen, die Höfe Braunhof und Wimbach und die Wohnplätze Falschengehren, Hägelesburg, Hasenberg, Hochhalden, Knollenberg, Platz, Schimmelsberg, Schneckenbusch, Teutschenhof und Windmühle.
- Zum Ortsteil Sulzbach am Kocher gehört das Dorf Sulzbach am Kocher, die Weiler Aichenrain, Altschmiedelfeld (mit Resten der Burg Wolkenstein), Hohenberg, Schloßschmiedelfeld und Walkmühle, die Höfe Brünst, Egelsbach, Freihöfle (Teufelshalde), Hägeleshöfle (Fuchshäusle), Haslach, Jägerhaus, Kohlwald, Mühlenberg, Nestelberg, Neuhorlachen, Roßhalden, Uhlbach und Weißenhaus und die Wohnplätze Altenberg, Bayerhöfle, Eisbach, Engelsburg, Frankenreute, Grauhöfle, Kleinteutschenhof (Nebenstück), Ochsenhalde, Ochsenhöfle und Steigenhaus.

### Wüstungen
In Sulzbach-Laufen liegen die abgegangenen, heute nicht mehr bestehenden Ortschaften Eselsmühle, Forsthaus, Heilberg, Heubelsbach, Hochreut, Hohenreuten, Kernershöfle, Krähbühel, Lederhaus, Lohmühle und Lugeln (Lugen) (im Gebiet der früheren Gemeinde Laufen) sowie Altenberg, Altenberghaus, Brünst, Egelsbach, Hinterer Eisbach, Eselsmühle, Espelberg, Glasofen, Gsäth, Gutschenhof, Hülenberg, Lugen, Mühle am Eisbach, Sägmühle am Mühlenbach, Sägmühle am Klingenbach, Trigel(s)hofen, Wannenhaus, Windeneich oder Gewundeneich, Wolfgang, Wolkenstein und Schefflenhaus (im Gebiet der früheren Gemeinde Sulzbach am Kocher zum 31. Juli 1971).

### Flächenaufteilung
Nach Daten des Statistischen Landesamtes, Stand: 2014.

## Geschichte

### Zur Zeit des alten Reichs
Im Jahre 816 wurde Laufen am Kocher im Rahmen einer Schenkung des Kaisers Ludwig des Frommen an das Kloster Murrhardt erstmals erwähnt. Sulzbach am Kocher findet sich erstmals 1024 in einer Urkunde benannt, die Kaiser Heinrich II. für das Kloster Ellwangen ausgestellt hatte.
Im Spätmittelalter gelangte Schloss Schmiedelfeld mit Sulzbach über die Herren von Weinsberg zunächst an die Herren von Hohenlohe, welche die Orte an die Schenken von Limpurg veräußerten. Auch Laufen am Kocher geriet aus dem Besitz des Klosters Murrhardt und der Grafen von Oettingen, die im 13. Jahrhundert auf dem Kranzberg die gleichnamige Burg Kranzberg errichtet hatten, an die Schenken von Limpurg. Von 1557 bis 1690 war Schloss Schmiedelfeld die Residenz einer Nebenlinie der Schenken von Limpurg.

### Seit württembergischer Zeit
Bereits 1781 konnte das Herzogtum Württemberg die Herrschaft Limpurg-Sontheim-Schmiedelfeld erwerben. Mit dem Untergang des Heiligen Römischen Reichs 1806 fiel das gesamte Gebiet der heutigen Gemeinde an das Königreich Württemberg und wurde schließlich dem Oberamt Gaildorf zugeordnet.
Seit 1903 betrieb die Württembergische Eisenbahn-Gesellschaft die einspurige Obere Kochertalbahn, so dass Sulzbach und Laufen im 20. Jahrhundert einen Bahnanschluss nach Gaildorf hatten. Bahnhöfe befanden sich in Sulzbach und Laufen sowie jeweils ein Haltepunkt in Wengen und Altschmiedelfeld.
Bei der Kreisreform während der NS-Zeit in Württemberg gelangten Sulzbach und Laufen 1938 zum Landkreis Backnang. Von 1945 bis 1952 gehörten die Dörfer zum Nachkriegsland Württemberg-Baden, das 1945 in der Amerikanischen Besatzungszone gegründet worden war. Im Jahre 1952 gelangten die Ortschaften zum neuen Bundesland Baden-Württemberg.
Am 1. August 1971 wurde die zuvor selbständige Gemeinde Laufen am Kocher nach Sulzbach am Kocher eingemeindet. Die so vergrößerte Gemeinde wurde dann am 23. Mai 1973 in Sulzbach-Laufen umbenannt.
Seit der Kreisreform von 1973 ist die Gemeinde Teil des Landkreises Schwäbisch Hall.

### Religion
Die Ortschaften der Gemeinde sind seit der Reformation im 16. Jahrhundert überwiegend evangelisch geprägt. Näheres zur Geschichte der Kirchengemeinde Sulzbach-Laufen ist im entsprechenden Abschnitt beim Kirchenbezirk Gaildorf erläutert.

## Politik

### Gemeinderat
Der Gemeinderat in Sulzbach-Laufen hat 12 Mitglieder, darunter zwei Frauen. Er besteht aus den gewählten ehrenamtlichen Gemeinderäten und dem Bürgermeister als Vorsitzendem. Der Bürgermeister ist im Gemeinderat stimmberechtigt. 
Die Kommunalwahl am 9. Juni 2024 führte zu folgendem Endergebnis. Die Wahlbeteiligung betrug 70,22 %.
| Liste              | Stimmen | Sitze |
| Freie Wähler       | 56,45 % | 7     |
| Unabhängige Wähler | 43,55 % | 5     |

### Bürgermeister
Der Bürgermeister wird für eine Amtszeit von acht Jahren gewählt. Der derzeitige Bürgermeister Markus Bock wurde als Nachfolger von Heinrich Krockenberger am 23. Juli 2006 gewählt. Er wurde im Juli 2014 mit 99,16 Prozent der Stimmen und im Juli 2022 mit 98,89 Prozent der Stimmen im Amt bestätigt.

### Verwaltungsverband
Die Gemeinde ist Mitglied im Gemeindeverwaltungsverband Limpurger Land mit Sitz in Gaildorf.

### Partnergemeinde
Sulzbach-Laufen unterhält partnerschaftliche Beziehungen zu Kottmar in der Oberlausitz in Sachsen.

## Infrastruktur

### Verkehr
Durch Sulzbach und Laufen führt als touristischer Landes-Radfernweg der Kocher-Jagst-Radweg. Er ist ein Rundkurs entlang der beiden Flüsse Kocher und Jagst zwischen Bad Friedrichshall und einer Querverbindung zwischen den Tälern bei Aalen (Stadtteil Unterkochen) und Lauchheim.

## Sehenswürdigkeiten

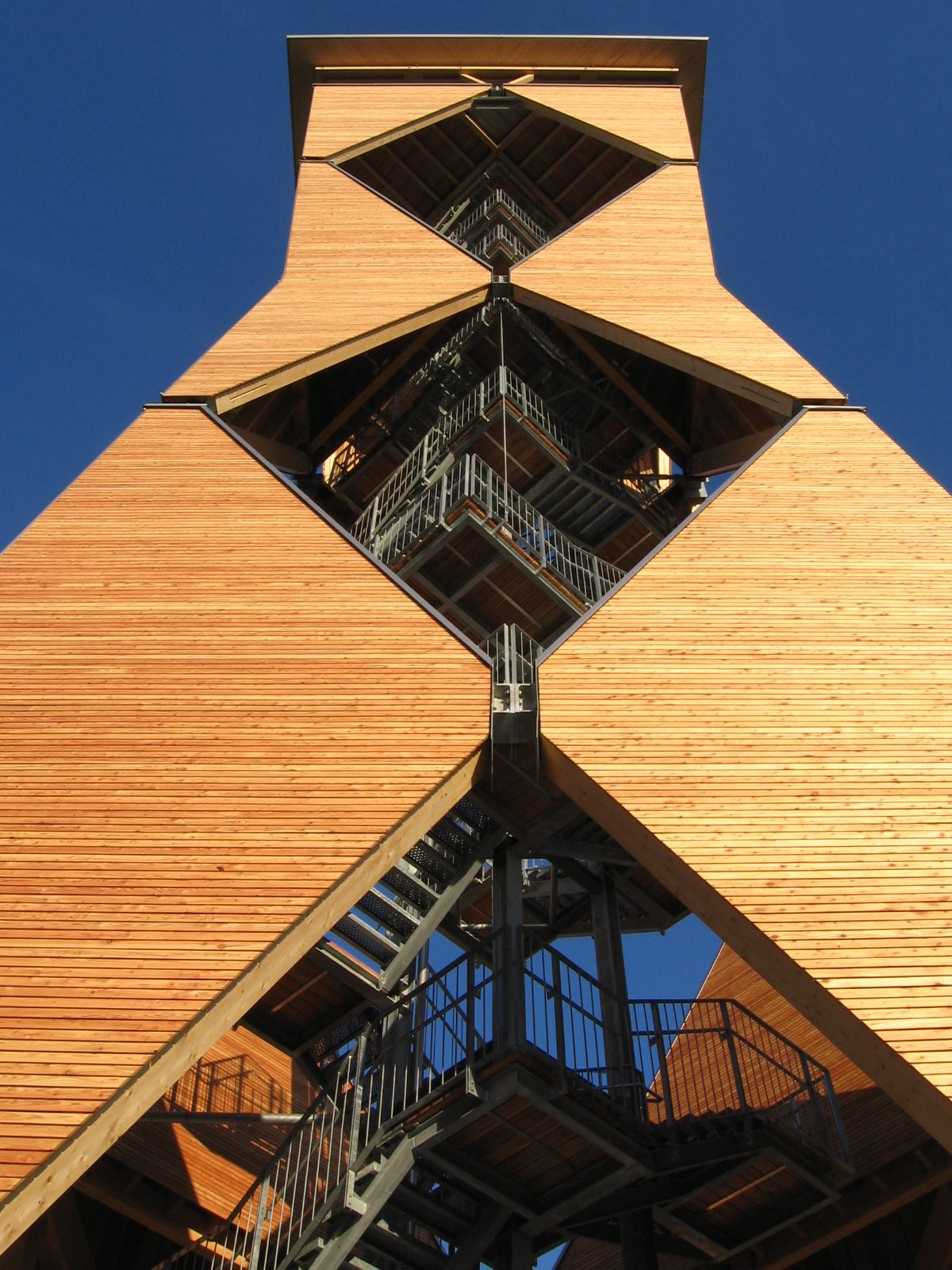
Der Altenbergturm

Sulzbach-Laufen liegt an der Idyllischen Straße, die an vielen Sehenswürdigkeiten vorbeiführt.
Die auf einem Bergkamm stehende Heerbergskirche ist das Wahrzeichen von Sulzbach-Laufen und wird in zahlreichen Beschreibungen als „kostbares Kleinod“ des Kochertales bezeichnet. Sie wurde im 15. Jahrhundert von Schenk Albrecht von Gaildorf erbaut. Eine Glocke im Turm trägt die Jahreszahl 1497.
Im Ortsteil Schloßschmiedelfeld befindet sich das ehemalige Schloss Schmiedelfeld.
Auf dem Altenberg, der höchsten Erhebung im Landkreis Schwäbisch Hall und in der Region Heilbronn-Franken, befindet sich der ganzjährig offene Altenbergturm mit Blick über Ellwanger Berge, Limpurger Berge, Frickenhofer Höhe bis zum Albrand.
Auf Gemeindegebiet münden viele tief eingeschnittene Seitenklingen ins Kochertal, etwa die Waldtäler des an der Laufener Windmühle mündenden Großen Wimbachs oder des zwischen Laufen und Sulzbach aus Richtung des Altenbergs kommenden Nägelesbachs. Der längste Nebenfluss in der Gemeinde ist indes der aus der Gegend von Gaildorf-Winzenweiler im Norden nach Sulzbach laufende Eisbach in seiner fast bis zuletzt unbesiedelten Waldschlucht.

## Persönlichkeiten

### Söhne und Töchter der Gemeinde
- Ernst Hölzle (1913–1970), Politiker (SPD), Bundestagsabgeordneter
- Friedrich Wilhelm Langbein (1870–1954), ärztlicher Standespolitiker, Präsident der württembergischen Ärztekammer (1926), Präsident des Ärztekammerausschusses Württemberg-Süd (1946) und Württemberg-Hohenzollern (1946–1949)
- Sophie Eleonore von Limpurg-Gaildorf (1655–1722), Dichterin

### Weitere Persönlichkeiten, die mit der Stadt in Verbindung stehen
- Johann Heinrich Calisius (1633–1698), Kirchenlieddichter, war von 1669 bis 1682 Pfarrer und Hofprediger in Sulzbach